# Parasemia geddesi
Parasemia geddesi är en fjärilsart som beskrevs av Berthold Neumoegen 1884. Parasemia geddesi ingår i släktet Parasemia och familjen björnspinnare. Inga underarter finns listade i Catalogue of Life.